# Kłecko
Kłecko este un oraș în Polonia.

## Personalități născute aici
- Dawid Jung (n. 1980), cântăreț, scriitor, creator de cultură.